# Lekkoatletyka na Letnich Igrzyskach Olimpijskich 2024 – sztafeta mieszana 4 × 400 m
Sztafeta mieszana 4 × 400 metrów podczas XXXIII Letnich Igrzysk Olimpijskich w Paryżu odbyła się w dniach  2 i 3 sierpnia 2024. Do rywalizacji przystąpiło 16 zespołów. Areną zawodów był Stade de France.

## Rekordy
Tabela uwzględnia rekordy uzyskane przed rozpoczęciem rywalizacji.
|                   | Państwo                                                                                 | Wynik   | Miejsce  | Data             |
| ----------------- | --------------------------------------------------------------------------------------- | ------- | -------- | ---------------- |
| Rekord świata     | Stany Zjednoczone · (Justin Robinson, Rosey Effiong, Matthew Boling, Alexis Holmes)     | 3:08,80 | Budapest | 19 sierpnia 2023 |
| Rekord olimpijski | Polska · (Karol Zalewski, Natalia Kaczmarek, Justyna Święty-Ersetic, Kajetan Duszyński) | 3:09,87 | Tokio    | 31 lipca 2021    |

## Terminarz
| Data            | Godzina |            |
| --------------- | ------- | ---------- |
| 2 sierpnia 2024 | 19:10   | Eliminacje |
| 3 sierpnia 2024 | 20:55   | Finał      |

## Wyniki

### Eliminacje
Awans: Pierwsze trzy z każdego biegu (Q) i dwie z najlepszymi czasami wśród przegranych (q)
| Pozycja | Bieg | Tor | Państwo           | Zawodnicy                                                                          | Czas    | Uwagi |
| ------- | ---- | --- | ----------------- | ---------------------------------------------------------------------------------- | ------- | ----- |
| 1       | 1    | 6   | Stany Zjednoczone | Vernon Norwood, Shamier Little, Bryce Deadmon, Kaylyn Brown                        | 3:07.41 | Q,    |
| 2       | 1    | 8   | Francja           | Muhammad Kounta, Louise Maraval, Téo Andant, Amandine Brossier                     | 3:10.60 | Q,    |
| 3       | 2    | 4   | Wielka Brytania   | Samuel Reardon, Laviai Nielsen, Alex Haydock-Wilson, Nicole Yeargin                | 3:10.61 | Q,    |
| 4       | 1    | 7   | Belgia            | Jonathan Sacoor, Helena Ponette, Kévin Borlée, Naomi Van den Broeck                | 3:10.74 | Q,    |
| 5       | 2    | 6   | Holandia          | Eugene Omalla, Lieke Klaver, Isaya Klein Ikkink, Cathelijn Peeters                 | 3:10.81 | Q     |
| 6       | 1    | 2   | Jamajka           | Reheem Hayles, Junelle Bromfield, Zandrion Barnes, Stephenie Ann McPherson         | 3:11.06 | Q,    |
| 7       | 1    | 5   | Polska            | Maksymilian Szwed, Marika Popowicz-Drapała, Karol Zalewski, Justyna Święty-Ersetic | 3:11.43 | Q,    |
| 8       | 2    | 3   | Włochy            | Luca Sito, Anna Polinari, Edoardo Scotti, Alice Mangione                           | 3:11.59 | Q     |
| 9       | 2    | 5   | Nigeria           | Samuel Ogazi, Ella Onojuvwevwo, Ifeanyi Emmanuel Ojeli, Patience Okon George       | 3:11.99 | NR    |
| 10      | 2    | 7   | Irlandia          | Christopher O’Donnell, Sophie Becker, Thomas Barr, Sharlene Mawdsley               | 3:12.67 |       |
| 11      | 1    | 9   | Szwajcaria        | Charles Devantay, Giulia Senn, Lionel Spitz, Yasmin Giger                          | 3:12.77 | NR    |
| 12      | 1    | 3   | Kenia             | David Kapirante, Veronica Mutua, Boniface Mweresa, Mercy Chebet                    | 3:13.13 |       |
| 13      | 1    | 4   | Bahamy            | Wendell Miller, Javonya Valcourt, Alonzo Russell, Quincy Penn                      | 3:14.58 |       |
| 14      | 2    | 2   | Ukraina           | Oleksandr Pohorilko, Tetiana Melnyk, Danylo Danylenko, Maryana Shostak             | 3:15.51 |       |
| 15      | 2    | 9   | Niemcy            | Jean Paul Bredau, Alica Schmidt, Manuel Sanders, Eileen Demes                      | 3:15.63 |       |
| 16      | 2    | 8   | Dominikana        | Erick Joel Sánchez, Milagros Durán, Robert King, Anabel Medina                     | 3:18.39 |       |

### Finał
| Pozycja | Tor | Państwo           | Zawodnicy                                                                        | Czas    | Uwagi |
| ------- | --- | ----------------- | -------------------------------------------------------------------------------- | ------- | ----- |
| złoto   | 7   | Holandia          | Eugene Omalla, Lieke Klaver, Isaya Klein Ikkink, Femke Bol                       | 3:07.43 | AR    |
| srebro  | 5   | Stany Zjednoczone | Vernon Norwood, Shamier Little, Bryce Deadmon, Kaylyn Brown                      | 3:07.74 |       |
| brąz    | 8   | Wielka Brytania   | Samuel Reardon, Laviai Nielsen, Alex Haydock-Wilson, Amber Anning                | 3:08.01 | NR    |
| 4       | 4   | Belgia            | Alexander Doom, Helena Ponette, Jonathan Sacoor, Naomi Van den Broeck            | 3:09.36 | NR    |
| 5       | 2   | Jamajka           | Reheem Hayles, Junelle Bromfield, Zandrion Barnes, Stephenie Ann McPherson       | 3:11.67 |       |
| 6       | 9   | Włochy            | Luca Sito, Giancarla Trevisan, Edoardo Scotti, Alice Mangione                    | 3:11.84 |       |
| 7       | 3   | Polska            | Maksymilian Szwed, Justyna Święty-Ersetic, Karol Zalewski, Alicja Wrona-Kutrzepa | 3:12.39 |       |
|         | 6   | Francja           | Muhammad Abdallah Kounta, Louise Maraval, Fabrisio Saidy, Amandine Brossier      | 3:10.84 | DSQ   |